# Bärenbrunner Tal
Das etwa 3 km lange Bärenbrunner Tal gehört zum Dahner Felsenland im deutschen Teil des Wasgaus, der vom Südteil des Pfälzerwalds gebildet wird. Das Tal liegt auf der Gemarkung der Gemeinde Busenberg im Landkreis Südwestpfalz.

## Geographie
Erreichbar ist das Bärenbrunner Tal nur über das Dorf Schindhard, von wo aus es sich als Kerbtal beidseits der Kreisstraße 41 über etwa 3 km zunächst nach Osten und dann nach Nordosten zieht; die Seehöhe steigt dabei allmählich von etwa 225 auf 280 m an. Die umgebenden Erhebungen erreichen Höhen bis fast 500 m.
Am Talschluss endet auch die Kreisstraße. Dort liegt in einem nur nach Südwesten offenen Kessel der Bärenbrunnerhof. Dies ist ein historischer Bauernhof, der ab 1712 angelegt wurde und heute unter Denkmalschutz steht. Seit 1830 befindet er sich im Besitz der Familie der heutigen Eigentümer, die dort einen Biohof mit Rinderzucht und angeschlossener Gaststätte betreiben.
Etwa 300 m unterhalb des Bärenbrunnerhofs liegt auf der Talsohle der Bärenbrunnen, in dem der Bach vom Bärenbrunnen seinen Ursprung hat. Er fließt entlang der Kreisstraße durch das Tal nach Südwesten und mündet nach etwa 2 km bei der Bärenbrunnermühle von rechts in den Kuhbach. Dieser formt das Tal über weitere 500 m bis zu dessen Ausgang und ist seinerseits ein linker Zufluss der Lauter, die hier am Oberlauf Wieslauter genannt wird. 

## Geschichte
Bärenbrunn war im 14. Jahrhundert ein kleines Dorf am Eingang des Haberteichs in das Haupttal auf der Höhe des Bärenbrunnens. Das Dorf war vermutlich um eine Wallfahrtskirche herum entstanden und gehörte dem Reichskloster Klingenmünster. Die Bewohner waren Leibeigene und hatten Frondienste zu leisten. Sie wurden als „Michaelleute“ bezeichnet, weshalb anzunehmen ist, dass die Kirche St. Michael geweiht war.
1389 gab das Kloster das Dorf dem Grafen Eckebrecht von Dürckheim, der seinen Wohnsitz auf der nahen Burg Drachenfels hatte, „zu Genuss“. Dafür garantierte er den Schutz des Klosters und seiner Güter. 1485 gelangte Bärenbrunn vorübergehend in den Besitz des Ritters Hans von Trotha, den Kurfürst Philipp der Aufrichtige mit der Burg Berwartstein belehnt hatte. In der Reformationszeit, im 16. Jahrhundert, wurden die Bewohner auf Veranlassung der Eckebrechte, die nun wieder in Bärenbrunn das Sagen hatten, vorübergehend protestantisch.
Im Dreißigjährigen Krieg zwischen 1618 und 1648 wurde Bärenbrunn total verwüstet und war „leutlos“; selbst Busenberg zählte nur noch fünf Einwohner. Zwar folgte bald die Neubesiedlung, doch im Pfälzischen Erbfolgekrieg wurde der Ort 1689 durch französische Truppen erneut zerstört. Nach Abzug der Franzosen siedelten sich wieder Menschen an.
1712 überließ Philipp Heinrich Eckebrecht von Dürckheim durch Erbbestandsbrief dem Bürger Nikolaus Lorch aus Bergzabern die Äcker, Wiesen und Wälder von Bärenbrunn gegen eine jährliche Erbpacht von 50 Gulden. Lorch legte den heutigen Hof und die Mühle an.
Nach dem Übergreifen der Französischen Revolution auf die Kurpfalz wurden die Güter des Adels Anfang des 19. Jahrhunderts enteignet und versteigert. Die Mühle kaufte der Müller Jean Ganter für 800 Gulden, den Hof und die zugehörigen Ländereien ersteigerte für 4000 Gulden der bisherige Pächter Friedrich Haage. Bald danach gingen Hof und Mühle auf Jakob Rebholz aus Merzalben über. 1830 pachtete Johannes Guth den Bärenbrunnerhof. Seit dieser Zeit ist die Familie Guth, die später das Eigentum erwarb, dort ansässig.

## Sportklettern

Kletterfelsen
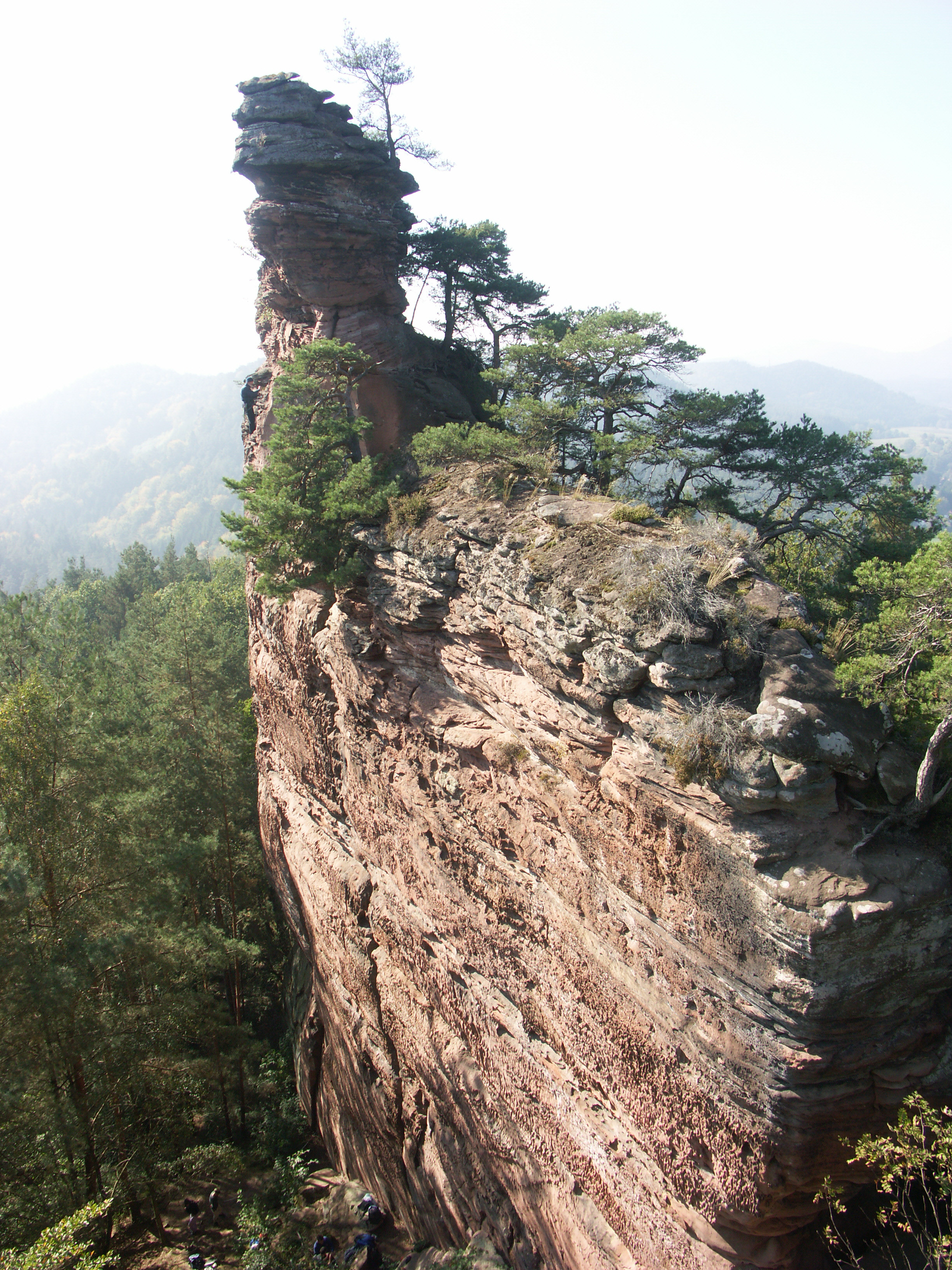
Pferchfeldturm
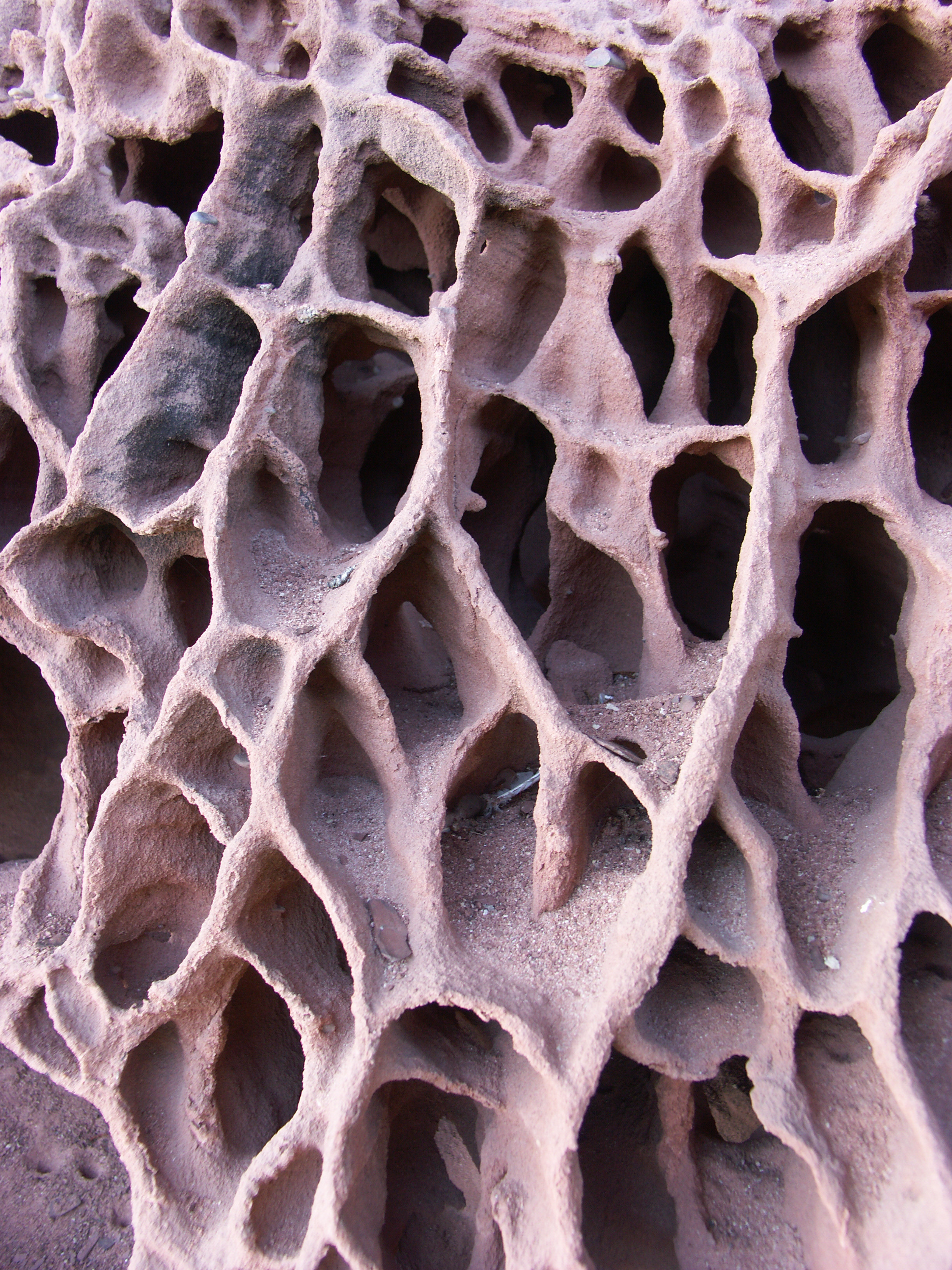
Buntsandsteinwaben am Pferchfeldturm
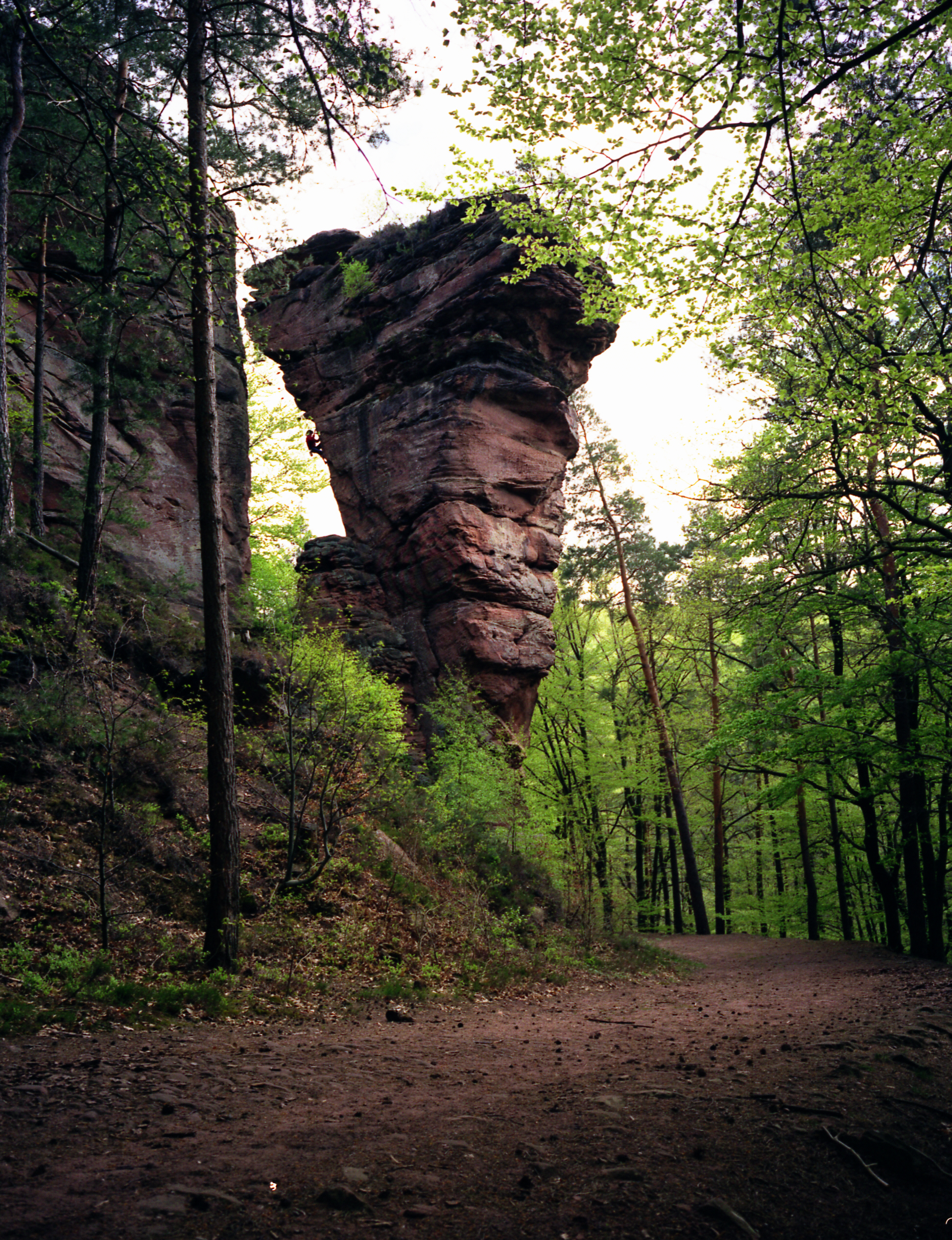
Honigfels

Im Klettergebiet Pfälzer Wald ragen eine Vielzahl von Kletterfelsen auf, die aus dem Sandstein des Buntsandsteins geformt sind; einige säumen auch das Bärenbrunner Tal, so der Klosterfels, der Nonnenfels, der Honigfels, der Pferchfeldfels mit seinem markanten Turm und der Sternfels. Sie werden gerne von Sportkletterern aufgesucht; die Schwierigkeitsgrade der Kletterrouten reichen von I bis XI auf der UIAA-Skala.